# Karl Alfons Jurasky
Karl Alfons Jurasky (* 16. Mai 1903 in Lautsch, Kuhländchen, Österreich-Ungarn; † 7. Mai 1945 in Freiberg) war ein österreichischer Geologe. Jurasky war von 1941 bis 1945 Leiter des Instituts für Brennstoffgeologie an der Bergakademie Freiberg.

## Leben

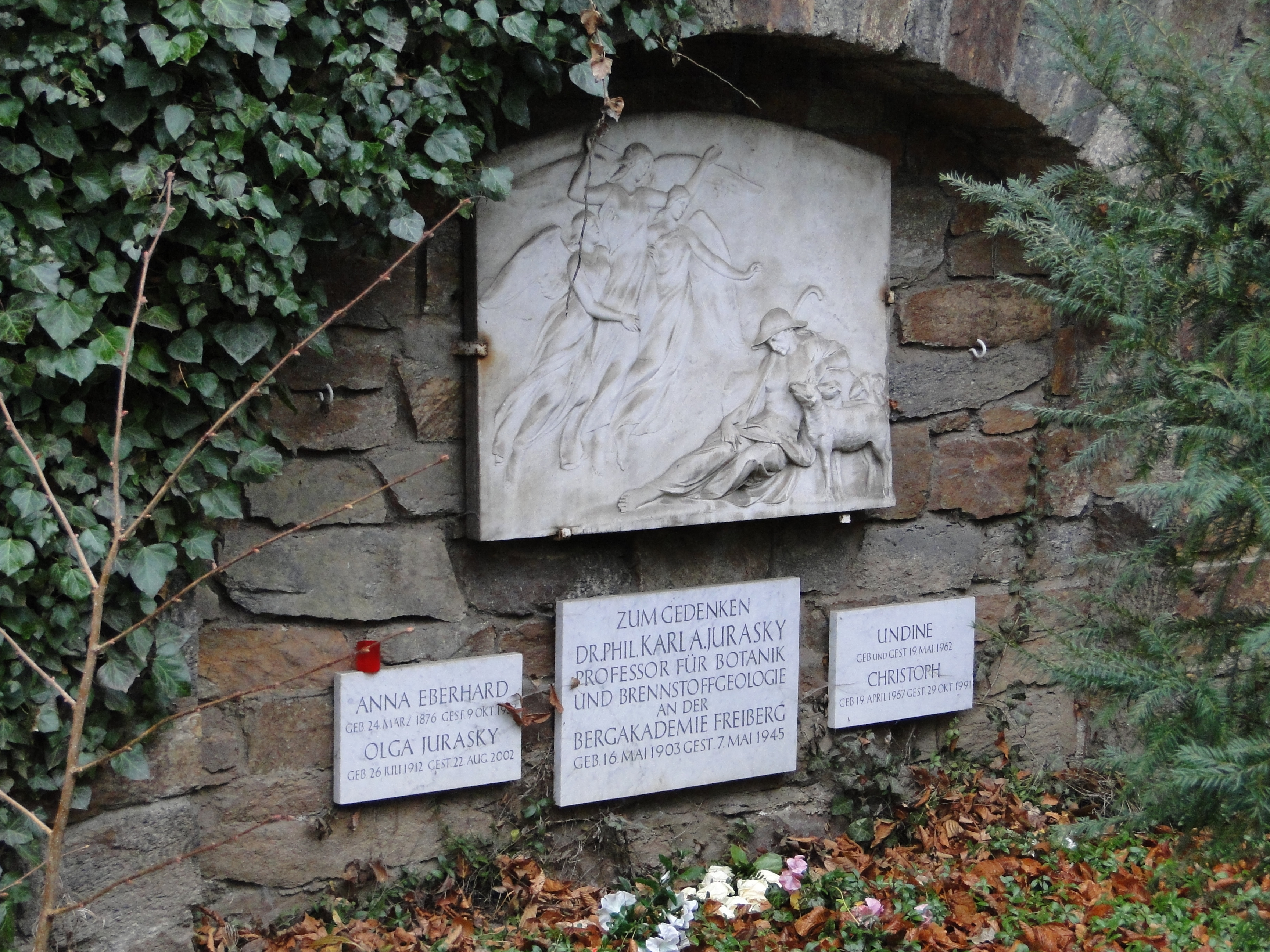
Gedenkplatte für Karl Alfons Jurasky auf dem Donatsfriedhof in Freiberg

Jurasky entstammte einer österreichischen Postbeamtenfamilie. Nach Versetzungen des Vaters verbrachte er seine Kindheit in Leibnitz und Mödling. Nach seiner Gymnasialausbildung nahm Jurasky 1923 ein Studium der Geologie, Paläontologie, Botanik und Mineralogie an der Universität Wien auf. 1926 promovierte er mit dem Thema Kutikularstrukturen an den Blättern mitteleuropäischer und mediterraner Hölzgewächse zum Dr. phil. und übersiedelte ins Deutsche Reich. 1927 erhielt Jurasky, dessen Spezialgebiet die Geologie von Braunkohlenlagerstätten war, eine Assistentenstelle am geologisch-mineralogischen Institut der Universität Köln. Ein Jahr später wechselte er an das von Otto Stutzer gegründete 1927 Institut für Brennstoffgeologie nach Freiberg. Als Assistent Prof. Stutzers hatte Jurasky einen großen Anteil am Aufbau des Instituts. 1930 heiratete er Olga Eberhardt, mit der er vier Kinder hatte.
Zum 1. Mai 1933 trat er der NSDAP bei (Mitgliedsnummer 2.415.578). Im Jahr 1934 erfolgte seine Habilitation und die Bergakademie übertrug ihm die Dozentur für Kohlenpetrographie und Paläobotanik. Nach dem Tode Stutzers wurde Jurasky 1937 Mitarbeiter von Karl Krejci-Graf am Institut für Brennstoffgeologie. Seit dieser Zeit arbeitete Jurasky auch für die Reichsstelle für Bodenforschung. Nach der Angliederung des Sudetenlandes untersuchte Jurasky für den Reichsforschungsrat die dortigen Braunkohlenvorkommen.
Als Prof. Krejci-Graf nach Ausbruch des Zweiten Weltkrieges in der Reichsstelle für Bodenforschung zum Verantwortlichen für die Erdöllagerstätten in den besetzten Gebieten berufen worden war, wurde Jurasky ab 1939 während dessen ständiger Abwesenheit die Leitung des Instituts für Brennstoffgeologie und die Professurvertretung übertragen. 1941 erfolgte die Ernennung Juraskys zum außerordentlichen Professor für Brennstoffgeologie.
Bei der Ankunft der Roten Armee in Freiberg wurde Jurasky am 7. Mai 1945 von sowjetischen Panzertruppen als Ortskundiger mitgenommen, um den Truppen den Weg in die Stadt zu weisen. Er war Augenzeuge der Übergabe der Stadt. Beim Abzug der Truppen nach Süden entzog sich Jurasky dem Versuch einer weiteren Mitnahme durch Flucht. Dabei wurde er in der Freiberger Innenstadt von der Roten Armee erschossen und am 8. Mai 1945 anonym beerdigt. Auf dem Donatsfriedhof in Freiberg erinnert eine Gedenkplatte an ihn.
Jurasky galt lange Zeit seit dem 8. Mai 1945 verschollen. Durch eine Augenzeugin des Vorfalls, die den Sterbenden erkannt hatte, erfuhr die Familie erst 1963 von den Todesumständen Juraskys. Seit 1952 wurde seiner Witwe eine Ehrenpension für die Verdienste ihres Mannes um die Wissenschaft gewährt. Der Lehrstuhl für Brennstoffgeologie blieb bis zur Berufung von Richard Hunger (1911–1957) im Jahre 1952 vakant.

## Publikationen (Auswahl)
- Deutschlands Braunkohlen und ihre Entstehung , Berlin 1936
- Kohle – Naturgeschichte eines Rohstoffes, Berlin 1940
- Der Veredlungszustand der sudetenländischen Braunkohlen als Folge vulkanischer Durchwärmung, Freiberg 1940